# Старсем
Старсем (Starsem) російсько-французьке акціонерне товариство, засноване в серпні 1996 в Парижі для просування ракети-носія «Союз» на міжнародний космічний ринок.
Її зареєстрований офіс знаходиться в Франції Еврі.
- Засновниками товариства «Старсем» є:
- Федеральне космічне агентство (Роскосмос) (25 %)
- ФГУП ГНПРКЦ «ЦСКБ-Прогрес» (25 %)
- Європейський аерокосмічний і оборонний концерн (EADS (35 %)
- Arianespace. (15 %)

## Місія
Старсем на сьогоднішній день здійснила двадцять один запуск, в тому числі міжпланетні зонди Mars Express і Venus Express, супутники Globalstar, європейського метеорологічного супутника MetOp-A, дослідник далеких зірок Корот і перших двох супутників проекту Galileo, GIOVE-A і GIOVE-B.
Ракета Союз в 2011 році здійснить перший запуск з Гвіанського космічного центру в Куру. Запуск буде здійснюватися під егідою Arianespace, оператора Гвіанського космічного центру.